# بريان جونسون (لاعب كرة قدم أمريكية)
بريان جونسون (بالإنجليزية: Bryan Johnson)‏ هو لاعب كرة قدم أمريكية أمريكي، ولد في 13 أغسطس 1988 في بلبورت في الولايات المتحدة.

## وصلات خارجية
- بريان جونسون على موقع مرجع كرة القدم المحترفة.كوم (الإنجليزية)